# Owrtāq Mīsh
Owrtāq Mīsh (persiska: ورتا قَميش, اُورتِه قَميش, وكتَخت آملَج, اُورتا قَميش, اُرتِه قَميش, قاميش, اورتاق میش, Ūrtā Qamīsh) är en ort i Iran.   Den ligger i provinsen Hamadan, i den nordvästra delen av landet, 250 km väster om huvudstaden Teheran. Owrtāq Mīsh ligger 2 135 meter över havet och antalet invånare är 834.
Terrängen runt Owrtāq Mīsh är kuperad. Runt Owrtāq Mīsh är det ganska glesbefolkat, med 47 invånare per kvadratkilometer. Närmaste större samhälle är Shīrīn Sū, 18,3 km sydväst om Owrtāq Mīsh. Trakten runt Owrtāq Mīsh består i huvudsak av gräsmarker.